# Société Jersiaise

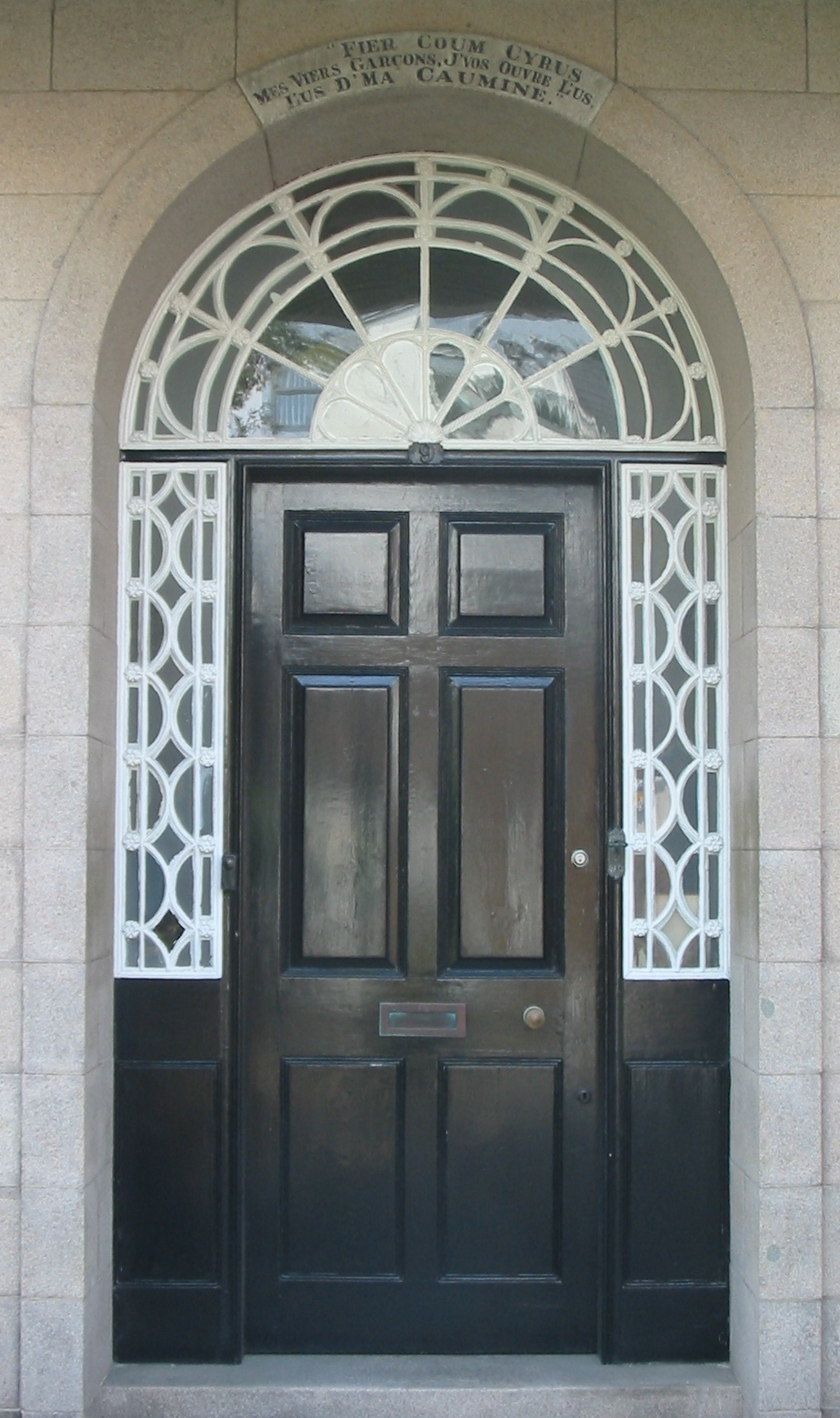
Porte d'entrée de la Société Jersiaise.

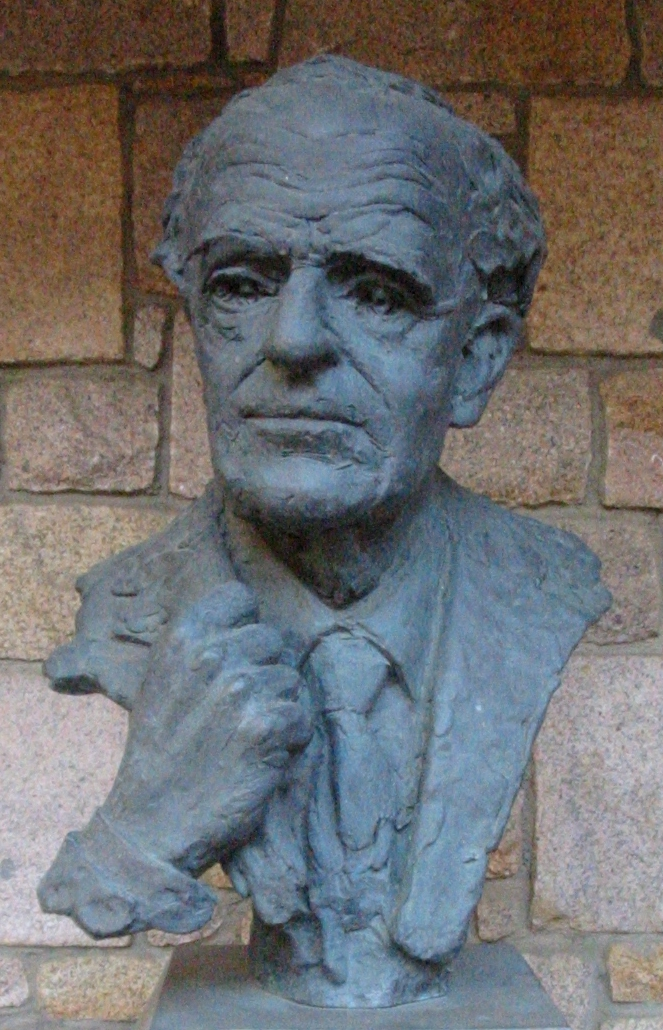
Buste d'Arthur Mourant, membre historique de la Société Jersiaise, érigé devant l'édifice de la Société Jersiaise.

La Société Jersiaise est une société savante de Jersey fondée en 1873 pour favoriser et encourager l'étude de l'histoire, de l'archéologie, de l'histoire naturelle, de la langue jersiaise et de nombreux autres sujets d'intérêt pour l'île de Jersey. La Société Jersiaise compte plus de 3 500 membres.

## Historique
Le 28 janvier 1873, une réunion de notables de l'île de Jersey a lieu pour discuter de la formation d'une société pour la préservation du patrimoine archéologique, historique et linguistique de l'île, perçu comme menacé par l'expansion de Saint-Hélier et le développement côtier. Ceux qui étaient présents étaient au courant de la fondation de sociétés similaires dans la partie continentale de Normandie, comme la Société des Antiquaires de Normandie, fondée en 1824. En 1893, la Société Jersiaise reçoit une grande maison située dans la ville de Saint-Hélier. Ce bâtiment est devenu le siège de la Société Jersiaise et accueille dans ses locaux une bibliothèque et un musée. En 1913, les différentes branches d'activité ont été formalisées en «sections». La structure en sections ou départements existe toujours et en comptent maintenant seize dont une section française dont l'objectif est "de promouvoir et d’entretenir le patrimoine culturel commun que Jersey entretient avec la France".
En 1987, la Société Jersiaise a conclu un partenariat avec les États de Jersey pour les musées qui dépendent maintenant du Jersey Heritage, tout en conservant la propriété de ses collections. Cela a permis à la Société Jersiaise de se concentrer sur ses activités de base qui sont la recherche et les publications. En 1990, la Société Jersiaise a également conclu un partenariat avec le National Trust for Jersey. 
L'historien George Reginald Balleine (1873–1966) fut conservateur honoraire de la Société Jersiaise.

## Objectifs
La Société Jersiaise encourage et soutient toute initiative visant à mettre en valeur l'histoire et le patrimoine culturel de Jersey. Elle contribue dans les domaines suivants :
- L'histoire, de l'archéologie, de l'histoire naturelle, de la langue jersiaise
- La généalogie et chronologies historiques (par exemple : Liste des seigneurs de Samarès)
- Les travaux de la Jersey Heritage Trust et du service des musées de Jersey Musées et l'aide aux bénévoles
- La conservation de l'environnement naturel de l'île
- La préservation des bâtiments historiques et monuments de Jersey
- La publication de livres et d'articles sur des sujets d'intérêt local
- Expositions et présentations de travaux
- La collection d'objets, de livres, peintures, photographies et des cartes de l'île
- Grâce à la bourse d'art Barreau dans l'encouragement de l'art contemporain parmi les jeunes insulaires.

Elle se mobilise contre les menaces pour l'environnement bâti et naturel de Jersey. 
Elle organise chaque année, au mois d'octobre, la Faîs'sie d’Cidre (la fête du cidre) avec le soutien du National Trust for Jersey.
La Société Jersiaise soutient le site Internet Les Pages Jèrriaises entièrement en jersiais et administré par le linguiste Geraint Jennings.